# Samara Airlines
La Samara Airlines (in russo: Самара авиакомпания) era una compagnia aerea russa con la base all'Aeroporto di Samara-Kurumoč, in Russia. Lo hub principale della compagnia aerea era l'aeroporto internazionale di Samara.

## Storia
La compagnia aerea Samara Airlines è stata creata sulla base dell'Aeroflot-Kujbyshev. Il primo aereo della compagnia era un Antonov An-10.
Il primo volo effettuato dalla compagnia di Samara era il volo operato con un aereo sovietico Antonov An-10 il 15 maggio 1961 da Samara, Russia per Mineral'nye Vody, Russia.
Negli anni sessanta la compagnia aveva la flotta composta da aerei Antonov An-12 e Tupolev Tu-124. Il primo Tupolev Tu-124 è arrivato a Samara nell'aprile del 1963.
Il 23 aprile 1962 è stato aperto l'aeroporto di Samara-Kurumoč con la divisione no.173 dell'Aeroflot. Nella base di Samara negli anni settanta sono stati formati gli equipaggi delle compagnie aeree russe: Orenair, Air Bashkortostan, Avia-Tatarstan. Fino alla fine degli anni novanta l'Aeroflot-Kujbyshev ha operato gli aerei in cooperazione con le filiali dell'Aeroflot di Kazan, Orenburg e Ufa.
L'epoca d'oro della compagnia era cominciata con l'arrivo negli anni settanta - ottanta a Samara degli aerei Yakovlev Yak-40, Tupolev Tu-154, Tupolev Tu-134 e Ilyushin Il-76. Il primo Tupolev Tu-154 è arrivato a Samara nel 1974. Il 3 gennaio 1975 è stato effettuato il primo volo operato con un Tupolev Tu-154 dai piloti di Samara per Leningrado (oggi San Pietroburgo).
Il 18 maggio 1984 il primo Ilyushin Il-76 è arrivato a Samara.
La Samara Airlines è stata creata sulla base della compagnia aerea sovietica di Samara il 16 febbraio 1993.
Nel marzo del 1994 ICAO ha assegnato il codice E5 alla Samara Airlines.
Il 3 novembre 1996 la Samara Airlines è entrata a far parte dell'IATA.
La Samara Airlines ha terminato le proprie operazioni nel settembre 2008, a seguito del collasso finanziario dell'alleanza AiRUnion della quale Samara Airlines faceva parte.

## Strategia
La Samara Airlines faceva parte dell'alleanza delle compagnie aeree russe AiRUnion (ex-AirBridge) con altre quattro compagnie aeree russe:
- Domodedovo Airlines
- KrasAir
- Sibaviatrans
- Omskavia Airlines

L'AiRUnion occupava il terzo posto sul mercato russo dei trasporti aerei dopo l'Aeroflot e la S7 Airlines prima del collasso finanziario che ha portato alla chiusura di AiRUnion e delle proprie consociate nel settembre 2008.
Oltre all'attività principale di trasporto passeggeri la compagnia aerea Samara Airlines effettuava anche il trasporto di merci via aerea in Russia e nei paesi CSI trasportando fino a 1000 tonnellate di merce e di posta ogni anno.
Insieme alla base tecnica all'Aeroporto di Samara-Kurumoč la compagnia aerea russa si è avvalsa del sostegno di personale altamente qualificato preparato dall'Università Aerospaziale Statale di Samara.

## Flotta aerei

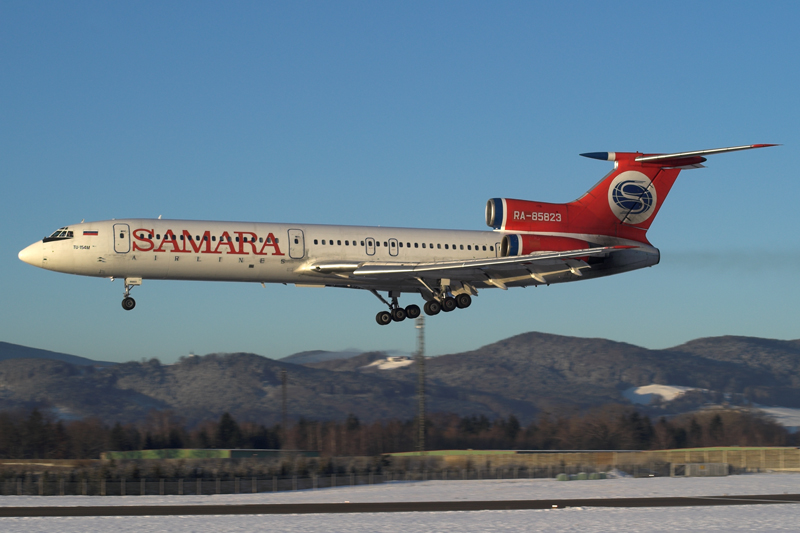
Tupolev Tu-154M della Samara Airlines

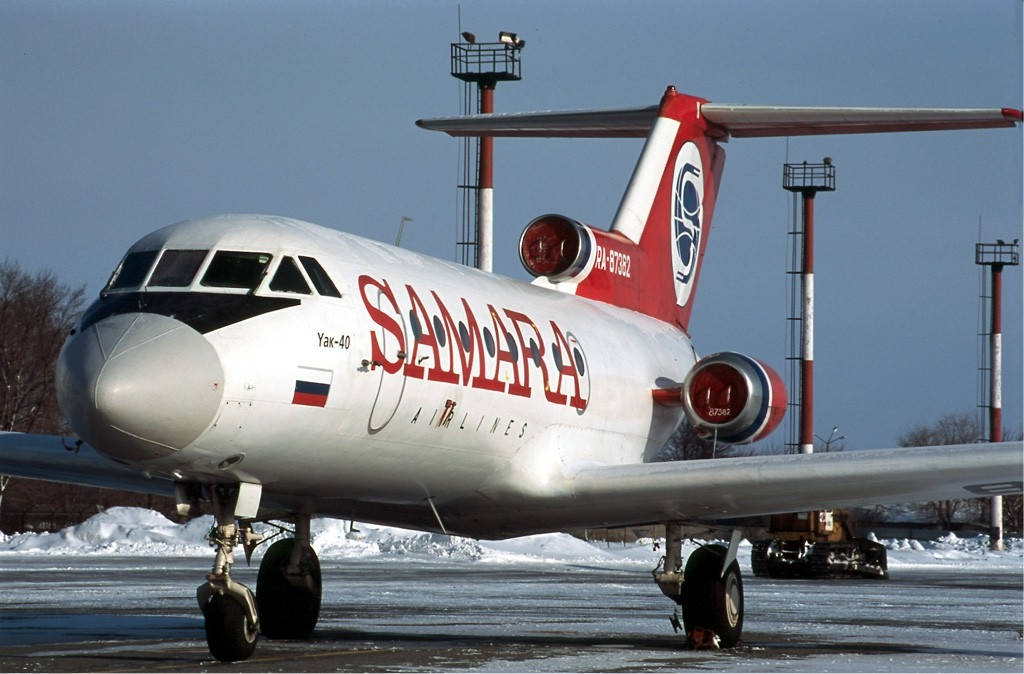
Yakovlev Yak-40 della Samara Airlines

Prima della chiusura la compagnia aerea disponeva della seguente flotta:
- 4 Tupolev Tu-134A (76 passeggeri - versione economica, 68 passeggeri - versione economica + business)
- 8 Tupolev Tu-154M (166 passeggeri - versione economica, 134 passeggeri - versione economica + business, 84-104 passeggeri - versione VIP)

## Flotta storica
- Boeing 737-300
- Tupolev Tu-154B
- Yakovlev Yak-40
- Yakovlev Yak-42D (120 passeggeri - versione economica, 102 passeggeri - versione economica + business)